# Fábio Bala
Fábio Pereira de Oliveira, mais conhecido como Fábio Bala (Manaus, 30 de Setembro de 1981), é um ex-futebolista brasileiro que atuava como atacante.

## Carreira
Passou por vários clubes do futebol nacional como Fluminense, Grêmio e Avaí. Teve uma rápida passagem pelo Esteghlal FC, do Irã, onde não se adaptou e não chegou nem a competir oficialmente. Atualmente com 28 anos, Fábio Bala defendeu o América até abril de 2010, quando foi dispensado pelo clube. Este ano o atacante não conseguiu entrar em campo. Contundido com uma tendinite no joelho esquerdo, ficou em tratamento no departamento médico.Fabio Bala está atualmente no Interporto, do Tocantins.
Fluminense
Criado na base do Fluminense, só foi estreiar pelo profissional em 2003, no campeonato carioca. Talvez sua melhor fase da carreira, quando foi artilheiro do campeonato carioca e vice campeão naquela oportunidade. Com a volta de Romário ao Fluminense, Fabio Bala perde a vaga de titular, e logo depois várias lesões o distanciaram dos demais do elenco e acabou sendo trasnferido por emprestimo ao Gremio (que disputara a série "B") em 2005, com o intuito de recuperar a forma física que o levou ao auge de sua carreira.
Gremio
No Gremio nao conseguiu dar continuidade ao bom futebol da epoca do Fluminense, mas foi fundamental na reta final do campeonato brasileiro série "B" de 2005.
Avaí
No Avaí fez boas partidas e fez vários gols jogou junto com grandes ídolos do clube como Marquinhos, Fábio Oliveira e outros. Participou da boa equipe de 2006.
Outras equipes
Depois dos insucesso no Gremio e boas partidas no Avaí, Fabio Bala, vai jogar na equipe do Sampaio Correia. Teve uma pequena passagem no exterior, jogando no Esteghlal FC do Irã. Nem chegou a entrar em campo, e no inicio de 2009, assina pelo Clube Atletico Tubarão, junto com outros nomes conhecidos da torcida brasileira, tais como, Marcos Leandro (ex-Flu e Botafogo) e Rocha (ex-Fla). Status de idolo na cidade de Tubarão, onde todos apostavam ser a surpresa do futebol catarinense, nao deu certo, as lesões voltaram, Fabio Bala não correspondeu. Fabio Bala rescindiu seu contrato com o Atletico Tubarão e foi jogar no Volta Redonda, tambem nao teve muito prestigio. Depois da pequena passagem pelo Volta Redonda, Fabio Bala volta a ter destaque, dessa vez pelo America-MG, o qual conseguiu o titulo da Série C em 2009, sendo um dos artilheiros do time neste campeonato.
No ano de 2011, atuou no Morrinhos e Nacional de Uberaba. Em 17 de junho de 2011 foi anunciado no Penarol, principal contratação do clube para Campeonato Brasileiro da Série D.
Para a temporada de 2012, Fábio foi anunciado como reforço do Hercílio Luz para a disputa da Divisão Especial do Campeonato Catarinense. Mas tudo não passou de uma confusão de nomes, pois o atleta a quem o diretor de futebol do clube se referia era Fábio Nunes.
Após boa campanha pelo Interporto sendo campeão e artilheiro do Campeonato Tocantinense de 2013, Fábio Bala é anunciado como reforço do São Carlos. Ainda no mesmo ano, seguiu para o Inhumas. No ano de 2014, Fábio voltou para o Interporto.

## Títulos
Fluminense
- Campeonato Carioca: 2002

Grêmio
- Campeonato Brasileiro (2ª divisão): 2005

América-MG
- Campeonato Brasileiro (3ª divisão): 2009

Interporto
- Campeonato Tocantinense: 2013

## Artilharia
- Campeonato Carioca: 2003 - 10 gols[9]
- Campeonato Tocantinense: 2013 - 11 gols[10]